# Monastero di Antoniev
Il monastero di Antoniev (in russo Антониев монастырь?, Antoniev monastyr') è un ex monastero ortodosso situato nella periferia nord della città russa di Velikij Novgorod, sulla riva destra del fiume Volchov.

## Storia
Il monastero venne fondato nel 1106, durante il regno di Mstislav I di Kiev, da Antonio di Roma, che per miracolo di Dio era giunto a Novgorod, lontano dalla Chiesa di Roma che a seguito dello scisma d'Oriente aveva cominciato a perseguitare gli ortodossi. Sul luogo in cui sorge il monastero venne quindi costruita una celletta per Antonio, poi il complesso venne ampliato con altre cellette, dove diversi monaci iniziarono a riunirsi.
Nel 1117 venne eretta una chiesa in pietra dedicata alla Natività della Santissima Theotókos, poi 10 anni dopo venne costruito un refettorio in pietra e un'altra chiesa dotata di campanile. Dopo il 1130 venne costruita sulla porta occidentale un'altra chiesa dedicata alla Natività della Santissima Theotókos dotata di una cappella dedicata a san Nicola e una dedicata a Giovanni Battista. Antonio di Roma resse il monastero per 16 anni, dopodiché gli succedette l'abate Andrej. Antonio venne sepolto nella chiesa da lui voluta, dove per lungo tempo vennero conservate la pietra su cui egli era solito pregare e il lampadario portato dall'Italia. Nel muro della chiesa cattedrale era incastonata la pietra su cui era impressa l'immagine dell'abate italiano.
Il monastero svolse regolarmente le sue funzioni per circa 50 anni a partire dalla morte di Antonio. Le successive invasioni nemiche, distruzioni e calamità naturali ne compromisero lo stato. Nel 1221 il monastero venne sommerso da un'alluvione insieme ad altri 19 edifici religiosi e a parte della città, poi a partire dal XIII secolo subì diversi tentativi di distruzione da parte dei principi russi ostili a Novgorod, nonostante il monastero avesse iniziato a guadagnare popolarità. I cittadini di Novgorod rubarono il tesoro del monastero per sottrarlo agli invasori, ma ciò non bastò a preservare il monastero stesso, che nel 1386 venne incendiato durante la resistenza agli attacchi di Demetrio di Russia. La cattedrale della Natività sopravvisse ai danni, ma il monastero venne lasciato in rovina, in particolare dopo gli ennesimi attacchi alla città di Novgorod da parte di Ivan il Terribile, che avevano reso vani i restauri del monastero compiuti agli inizi del XVI secolo.
Dopo i tumulti di Novgorod e le esecuzioni di Ivan il Terribile, l'abate Kirill diede nuova vita al complesso, che tornò a svolgere le sue mansioni. Sulla tomba di Antonio venne eretta una cappella e le sue reliquie e la sua pietra vennero trasferite in un reliquiario presso l'altare della chiesa della Natività nel 1597. Tranne che per un'ultima distruzione avvenuta per mano di Jacob De la Gardie, il monastero visse un lungo periodo di prosperità sotto i Romanov, tant'è che nel 1651 il sovrano Alessio Michajlovič vi nominò al comando un abate archimandrita.
Alla fine del XVII secolo venne inaugurata la ricostruzione del complesso in pietra, poi nel 1720 vennero eretti un ospedale e una chiesa intitolata ad Aleksandr Nevskij. Venne poi istituito un seminario voluto dall'arcivescovo di Novgorod Ambrosij Juškevič, il ché giustificò nel 1741 l'ampliamento del monastero con nuove celle per i frati, seguito 20 anni dopo dalla costruzione di una biblioteca. Di tutti questi edifici rimase ben poco, poiché l'intero complesso venne sottoposto a rifacimenti tra il XVIII e il XIX secolo.
Dopo la rivoluzione d'ottobre il monastero venne chiuso e danneggiato, non riprendendo più le sue attività. Nel XX secolo divenne la sede dell'Istituto statale pedagogico di Novgorod e di una casa per bambini senza fissa dimora, e dal 1993 ospitò l'Istituto umanistico dell'Università statale di Novgorod. Nel gennaio del 1925 la biblioteca del seminario del monastero, la cui collezione contava 30.000 copie, fu trasferita al museo provinciale di Novgorod. Nel 2001 la collezione di libri del Seminario teologico di Novgorod venne trasferita nella sede della Biblioteca nazionale russa della città.

## Descrizione
All'interno del complesso del monastero ci sono due chiese:
- la cattedrale principale in onore della Natività del Santissimo ospita le reliquie di Antonio in una teca d'argento. Nella navata teologica vi sono le reliquie dei frati Nikita, Kirill, Niceforo, Clemente e Isacco, i taumaturghi di Sokolnica, mentre nel portico dell'atrio sono sepolte altre personalità religiose, tra cui l'arcivescovo di Novgorod Ambrosij Juškevič.[10]
- la chiesa della Presentazione del Signore conserva un'antica icona di Antonio e alcuni oggetti a lui appartenuti, come sei icone in mosaico, due feloni e un orariono.[10]